# Дрімлюга юкатанський
Дрімлюга юкатанський (Antrostomus badius) — вид дрімлюгоподібних птахів родини дрімлюгових (Caprimulgidae). Мешкає на півострові Юкатан.

## Опис
Довжина птаха становить 24-25,5 см. Верхня частина тіла сірувато-коричнева, тім'я поцятковане чорнувато-бурими і сірувато-бурими плямками, спина і надхвістя поцятковані охристими плямками і широкими чорнувато-бурими смугами. На потилиці і з боків шиї є широкий охристий "комір". Хвіст коричневий, слабо поцяткований рудувато-коричневими смужками. Три крайні пера стернових пер на кінці у самців білі, у самиць охристі, центральна пара на кінці має сірувато-коричневі плями. Крила коричневі або сірувато-коричневі, поцятковані охїристими плямками і смужками. Обличчя рудувате, поцятковане чорнувато-бурими плямками. Підборіддя і горло темно-коричневі, поцятковані коричневими смугами, на горлі вузька біла смуга. Груди коричневі, поцятковані охристими плямками, живіт і боки чорнувато-бурі, поцятковані коричневими плямами і смужками і білими плямками.

## Поширення і екологія
Юкатанські дрімлюги гніздяться на півострові Юкатан та на сусідньому острові Косумель. Взимку частина популяції мігрує на північний схід, до Белізу, карибського узбережжя Гватемали і північно-західного Гондурасу, бродячі птахи спостерігалися в Нікарагуа. Юкатанські дрімлюги живуть на узліссях сухих тропічних лісів та в сухих чагарникових заростях. Живляться комахами, яких ловлять в польоті. Ведуть нічний спосіб життя. Живляться комахами, яких ловлять в польоті. Відкладають яйця просто на землю. В кладці 2 яйця.